# Acrodactyla inoperta
Acrodactyla inoperta là một loài tò vò trong họ Ichneumonidae.